# Čenkov (Středolabská tabule)
Čenkov (288 m n. m.) je vrch v okrese Praha-východ Středočeského kraje. Leží asi 1 km severovýchodně od vsi Dolínek, na pomezí katastrálních území Dolínku a osady Čenkov. Je to nejvyšší bod Kojetické pahorkatiny.

## Geomorfologické zařazení
Geomorfologicky vrch náleží do celku Středolabská tabule, podcelku Českobrodská tabule, okrsku Kojetická pahorkatina, podokrsku Kozomínská pahorkatina a části Velkoveské vrchy.